# Aéroport d’Oshawa
L'aéroport d’Oshawa est un aéroport situé en Ontario, au Canada.